# Warta (Łódź)
Warta es un municipio de Polonia, en la voivodato de Łódź y en el condado de Sieradz. Se extiende por una área de 10,85 km², con 3 314 habitantes, según los censos de 2016, con una densidad de 305,4 hab/km².